# دجال

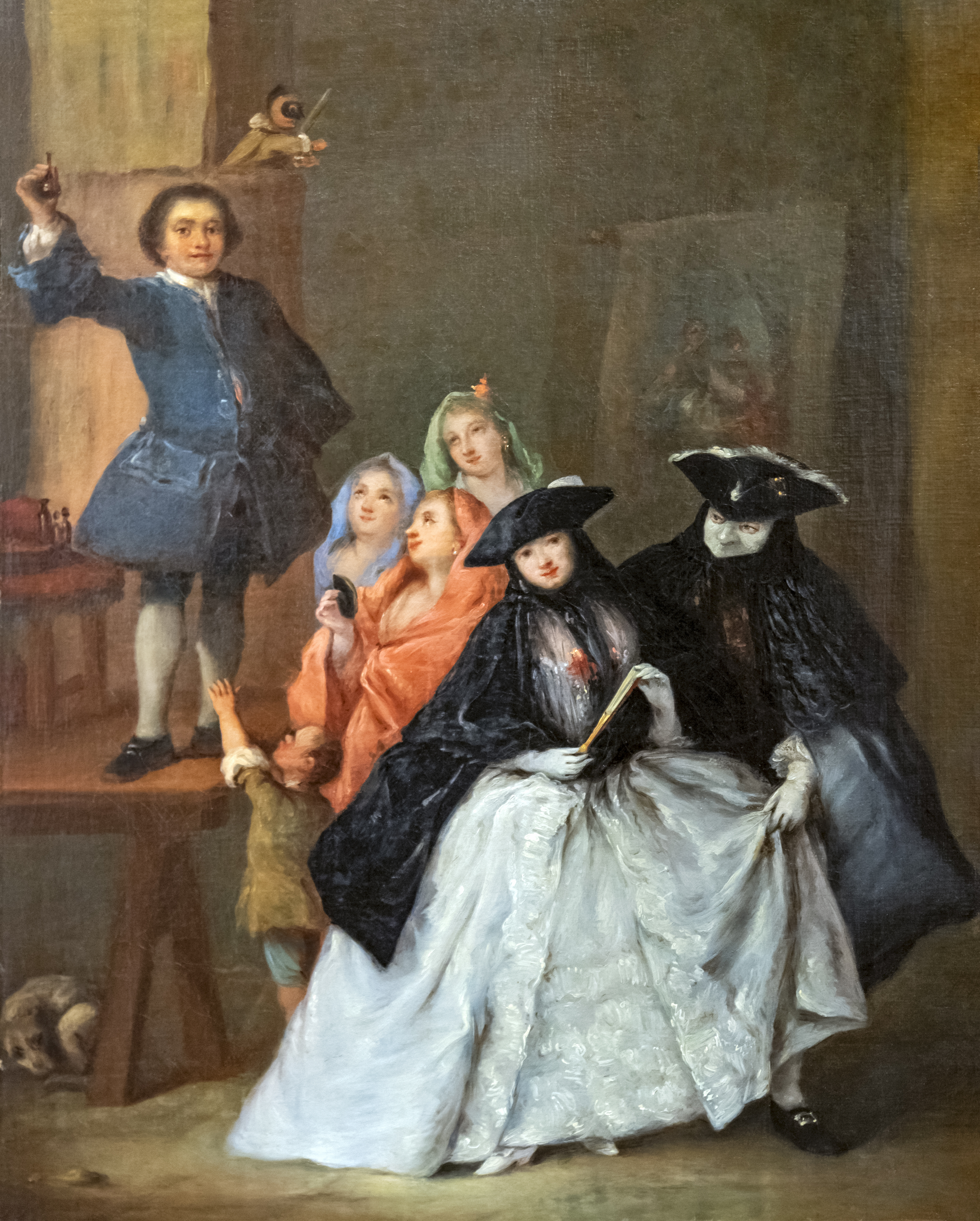
بيترو لونغي : ذا تشارلاتان (الدجال)، 1757

الدجال، يُطلق عليه أيضًا النصاب أو المحتال أو المشعوذ، هو شخص يمارس الإحتيال أو الخداع لكسب الثقة من أجل الحصول على المال أو الشهرة أو غيرها من المزايا من خلال شكل ما من أشكال التظاهر أو الخداع. «المشعوذ» هو إشارة إلى «الدجال» الذي يمارس الطب المشكوك فيه أو أي شخص ليس لديه تدريب طبي فعلي يزعم تقديم الخدمات الطبية.

## الاستعمال

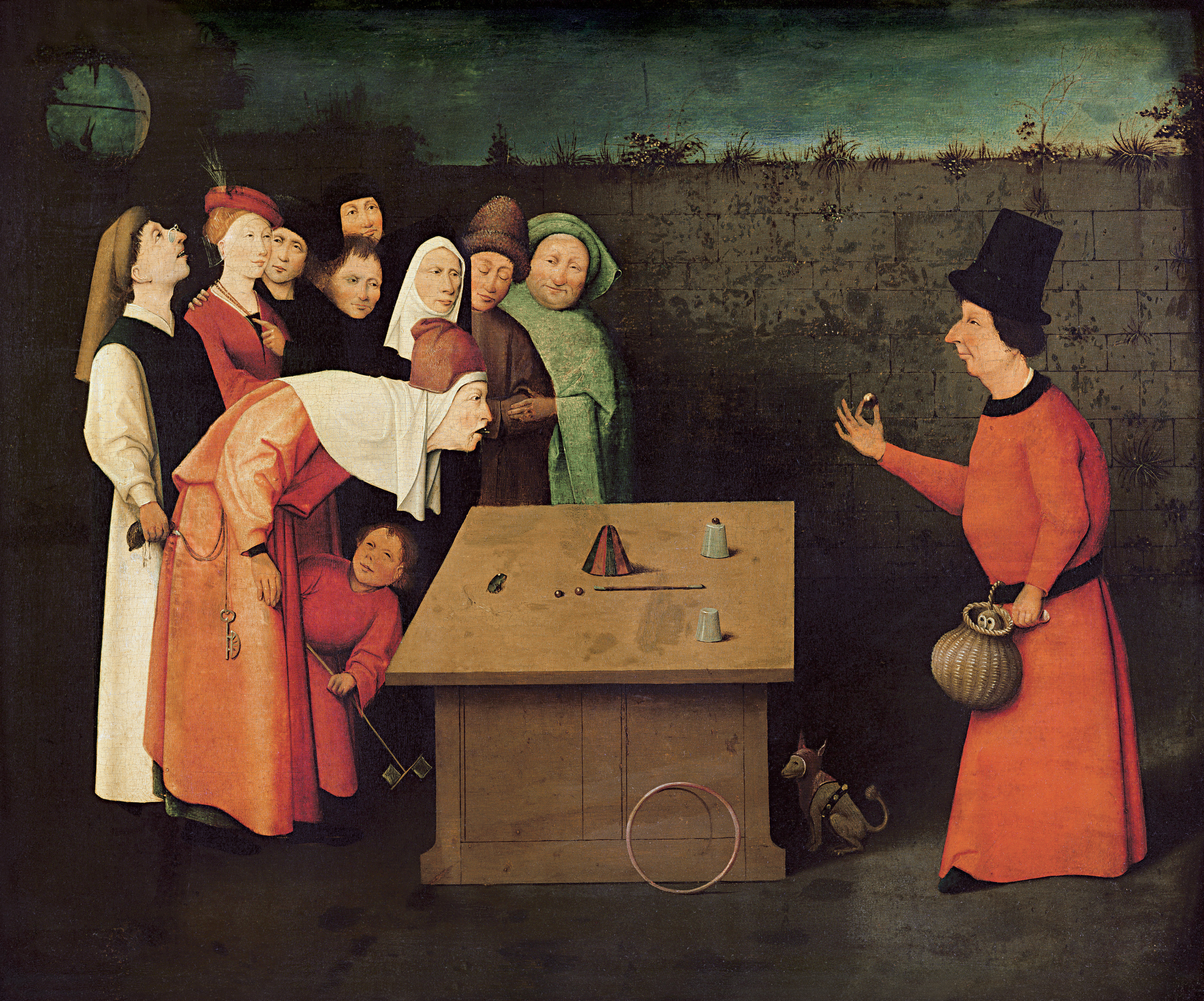
رسم من هيرونيموس بوس لمشهد للمقامرين يغرر بهم دجال من عصر النهضة.

في الاستخدام، يتم رسم فرق بسيط بين المشعوذ والأنواع أخرى من المحتالين بالثقة. الدجال هو عادة مندوب مبيعات لخدمة أو منتج معين، ولا يحاول إنشاء علاقة شخصية مع «علاماته» (الأشخاص الذين يتم بيع الخدمة أو المنتج إليهم)، أو إعداد خدعة أو لعبة خداع معقدة باستخدام لعب الأدوار. بدلاً من ذلك، يتم اتهام الشخص الذي يطلق عليه اسم المشعوذ باللجوء إلى الخدع أو العلوم الزائفة أو بعض الوسائل الوهمية المزعومة لإثارة إعجاب الناس من أجل خداع ضحاياه من خلال بيعهم مواد لا قيمة لها أو سلع أو خدمات مماثلة لن تفي بالوعود المقدمة بالنسبة لهم. أحد الأمثلة على المشعوذ هو أحد مشغلي عروض الأدوية في القرن التاسع عشر، والذي يغادر المدينة بسرعة عندما يدرك الأشخاص الذين اشتروا العلاج أنه لا يعمل كما هو معلن.
في التواصل الروحي، المشعوذ أو الدجال هو الشخص الذي يزيف الدليل على أن الروح «تجري اتصالات» مع الوسيط والباحثين. من بين الأشخاص البارزين الذين كشفوا بنجاح مزاعم الوسط الخارق المزعوم، الساحر / المتشكك العلمي جيمس راندي والكاتب البرازيلي مونتيرو لوباتو والساحر هاري هوديني.

## الأفراد سيئ السمعة
- ألبرت أبرامز، مدافع عن علم الأشعة وغيرها من مواد التنقيب الكهربائي المماثلة التي نشطت في أوائل القرن العشرين.[2]
- ساعد جون ر. برينكلي، «طبيب غدة الماعز» الذي قام بغرس غدد الماعز كوسيلة لعلاج العجز الجنسي لدى الرجال، على رواد البث الإذاعي الأمريكي والمكسيكي، وترشح مرتين لحاكمية ولاية كانساس وفشل.
- ادعى ألفريدو بومان علاج جميع الأمراض بالأعشاب ونظام غذائي نباتي قلوي فريد من نوعه.
- اليساندرو كاليوسترو (الاسم الحقيقي جوزيبي بالسامو) الذي ادعى أنه كونت.
- بيلي سول إستيس، محتال تكساس الشهير.
- غوستافوس كاترفيلتو المشعوذ البروسي الذي استعمل المجهر الشمسي الذي يكشف عن المرض.[3]
- قام برنارد مادوف، وهو سمسار بورصة أمريكي يدير أكبر مخطط بونزي في العالم، باحتيال 18 مليار دولار من المستثمرين.
- إليشا بيركنز مخترع علاجه الاحتيالي الذي استخدم «الجرارات».[4]
- جون هنري بينكارد، رجل أعمال من رونوك ومورد لأدوية مزيفة.
- تشارلز بونزي، الذي أطلق عليه اسم «مخطط بونزي»، عملية احتيال تعتمد على «هرم» «المستثمرين» الذين يساهمون بالمال في برنامج احتيالي
- غريغوري راسبوتين رجل مقدس ومداوي أعلن نفسه بنفسه، وكان له تأثير كبير على أسرة القيصر نيكولاس الثاني وشارك في الاضطرابات السياسية على شفا الثورة الروسية.